# Elbeau Carlynx
Elbeau Carlynx est un poète et écrivain né en Haïti le 7 mars 1994. 
Récompensé plusieurs fois pour ses travaux littéraires, il est considéré comme l'une des figures remarquables de sa génération participant à la floraison de la pensée haïtienne.

## Biographie
Né au Cap-Haïtien le 7 mars 1994, Elbeau Carlynx fréquente l'école des Frères de l'Instruction Chrétienne où il se fait très tôt remarquer par son goût prononcé pour les lettres,.
Poète prématuré, il reçoit à 17 ans sa première distinction littéraire en décrochant le troisième prix du concours international Poésie en liberté.
Il intègre, en 2014, l'Université Publique du Nord au Cap-haïtien pour des études en Histoire et en Géographie. En 2015, il reçoit la mention spéciale du prix international Poésie en liberté en France et se consacre, depuis, aux activités littéraires. Il anime des ateliers d'écriture, contribue à plusieurs revues et journaux, donne des conférences, préside des concours.
En 2016, son poème, Hymne à la négritude, reçoit le deuxième prix du concours international de poésie Léopold Sedar Senghor en Italie. En 2017, il est invité à Troyes pour recevoir le prix Centre Troyes-UNESCO. 
En 2018, il publie son premier recueil de poèmes, Intimité de la nuit, qui est largement salué par la critique,. Il reçoit la mention spéciale du prix international Chansons sans frontières,. Il est distingué au concours international de littérature et de sciences Mesures et Unités du monde. La même année, conscient de la situation précaire des enfants de la rue en Haïti, il fonde l'association Semeurs d'Espérance pour leur venir en aide.
En 2020, il reçoit le deuxième prix du concours international de poésie et de théâtre Castello di Duino à Trieste en Italie,; il est nommé pour le Prix International La Différence; le Prix du Roi lui est décerné par la Mairie de la ville du Cap-haïtien pour récompenser l'ensemble de ses œuvres. Il reçoit en 2021 la Mention poésie du Grand Jury du concours international Chansons sans frontières. Carlynx est aussi contributeur sur Balistrad.
En juin 2022, son second recueil de poèmes Habiter l'errance est paru aux éditions Milot en France,. En 2023, il immigre aux États-Unis pour des études universitaires à Laguardia Community College. Il évolue depuis dans le domaine médical en tant que technicien en pharmacie. 
Son essai Des Modèles pour grandir, paru en 2024, propose un voyage singulier dans le temps et dans l'espace pour aller à la rencontre de femmes et d'hommes inspirants qui ont marqué le monde. Il est distingué, en 2025, par une mention honorable au prestigieux Prix international de poésie Léopold Sédar Senghor.

## Œuvres
- Intimité de la nuit, éditions La conque, 2018[8],[23]
- Habiter l'errance, éditions Milot, Paris, France, 2022[20]
- Des Modèles pour grandir, éditions Érables, United States, 2024.

## Œuvres collectives
- Anthologie Poésie en Liberté, Le Temps des cerises, 2012
- Anthologie Poésie en Liberté, Le Temps des cerises, 2015
- Revue IntranQu’Îllités n° 5 : Éros, dirigé par le poète James Noël et l’artiste Pascale Monnin, 2020[24]
- Recueil collectif La Différence (édition 2020) [25]
- Revue Débridé, France, 2021[26]
- Anthologie Debout, Francophonie solidaire, 2021 [27]
- Magazine Hanging Loose Press, United States, 2024[28]

## Distinctions
- Troisième prix du concours international Poésie-en-liberté, 2012.
- Mention spéciale du prix international Poésie-en-liberté, 2015.
- Deuxième prix du concours international de poésie Léopold Sedar Senghor, 2016[6].
- Prix Centre Troyes-UNESCO, 2017[7].
- Mention spéciale du prix international Chansons sans frontières, 2018.
- Lauréat du concours international de littérature et de sciences Mesures et Unités du monde, 2018[12].
- Deuxième prix du concours international de Poésie et de Théâtre Castello di Duino, 2020[29].
- Nommé pour le prix international La Différence, 2020.
- Prix du Roi, décerné par la Mairie de la Ville du Cap-haïtien pour l'ensemble de ses œuvres, 2020[30].
- Mention poésie du Grand Jury du concours international Chansons sans frontières, 2021.